# Hellboy – Call of Darkness
Hellboy – Call of Darkness (Originaltitel Hellboy) ist ein US-amerikanischer Fantasyfilm von Neil Marshall, der am 11. April 2019 in die deutschen Kinos kam und einen Tag später in den USA startete. Es ist ein Reboot der Filmreihe mit der Comicfigur Hellboy als Hauptcharakter und damit dritter Realfilm neben zwei Zeichentrick-Verfilmungen.

## Handlung
Im Mittelalter führt König Artus eine Gruppe Ritter an, um Nimue, die Blutkönigin, eine mächtige Hexe, zu besiegen. Sie wird von Merlin verraten und in Einzelteile zerstückelt und in verschiedene Teile Britanniens verbannt.
In der Gegenwart wird Hellboy, ein halbdämonischer Agent des Bureau for Paranormal Research and Defense (B.P.R.D.), nach Großbritannien gerufen, um gegen drei Riesentrolle zu kämpfen. Er erfährt, dass er von einer geheimen Organisation namens Osiris Club eingeladen wurde, um bei einer Jagd mitzumachen, diese stellt sich jedoch als Hinterhalt heraus: Die Mitglieder wollen Hellboy töten, da sie ihn als Vorboten der Apokalypse sehen. Hellboy überlebt und wird von einem Riesenangriff abgelenkt, den er schließlich besiegt.
Zurück im B.P.R.D. erfährt Hellboy von der drohenden Rückkehr Nimues. Diese wird von dem Hexenwesen Baba Yaga und dem schweineartigen Monster Gruagach unterstützt, das sich an Hellboy für eine frühere Demütigung rächen will. Sie sammeln die Teile von Nimues Körper und setzen sie wieder zusammen.
Hellboy wird von seinem Adoptivvater, Professor Broom, und seinen neuen Partnern Alice Monaghan, einem Medium, sowie Ben Daimio, einem Soldaten mit einer dunklen Vergangenheit, begleitet. Sie reisen nach England, wo Hellboy seine Herkunft erfährt: Er ist der Sohn eines Dämonen und einer menschlichen Hexe und wurde von Nazis im Zweiten Weltkrieg beschworen. Eine Prophezeiung zeigt ihn auf dem Thron von England mit Excalibur in der Hand als Zerstörer der Welt.
Nimue bietet Hellboy an, mit ihr zu herrschen und die Menschheit zu vernichten, doch er lehnt ab. Als sie jedoch Professor Broom tötet, ist Hellboy kurz davor, Excalibur zu ziehen und seine dunkle Seite zu entfesseln. Letztlich besinnt er sich dank Alice und Daimio, zieht das Schwert, tötet Nimue und wirft sie in die Hölle. Dabei schließt sich die Pforte zur Unterwelt.
Einige Zeit später infiltriert das Team ein geheimes russisches Labor, wo sie eine Anspielung auf Abe Sapien entdecken, was auf eine mögliche Fortsetzung hindeutet.

## Produktion
Das Drehbuch schrieben Andrew Cosby und Christopher Golden gemeinsam mit Mike Mignola, dem Zeichner und Autor der Comic-Vorlage. Regie führte Neil Marshall.
David Harbour ersetzte Ron Perlman in der Titelrolle, der Hellboy in den ersten beiden Filmen gespielt hatte. Daniel Dae Kim wurde als der halbjapanische, halbamerikanische Hauptmann Ben Daimio gecastet, nachdem eine ursprünglich geplante Besetzung dieser Rolle mit Ed Skrein Whitewashing-Anschuldigungen nach sich gezogen hatte. In weiteren Rollen sind Milla Jovovich und Ian McShane zu sehen.

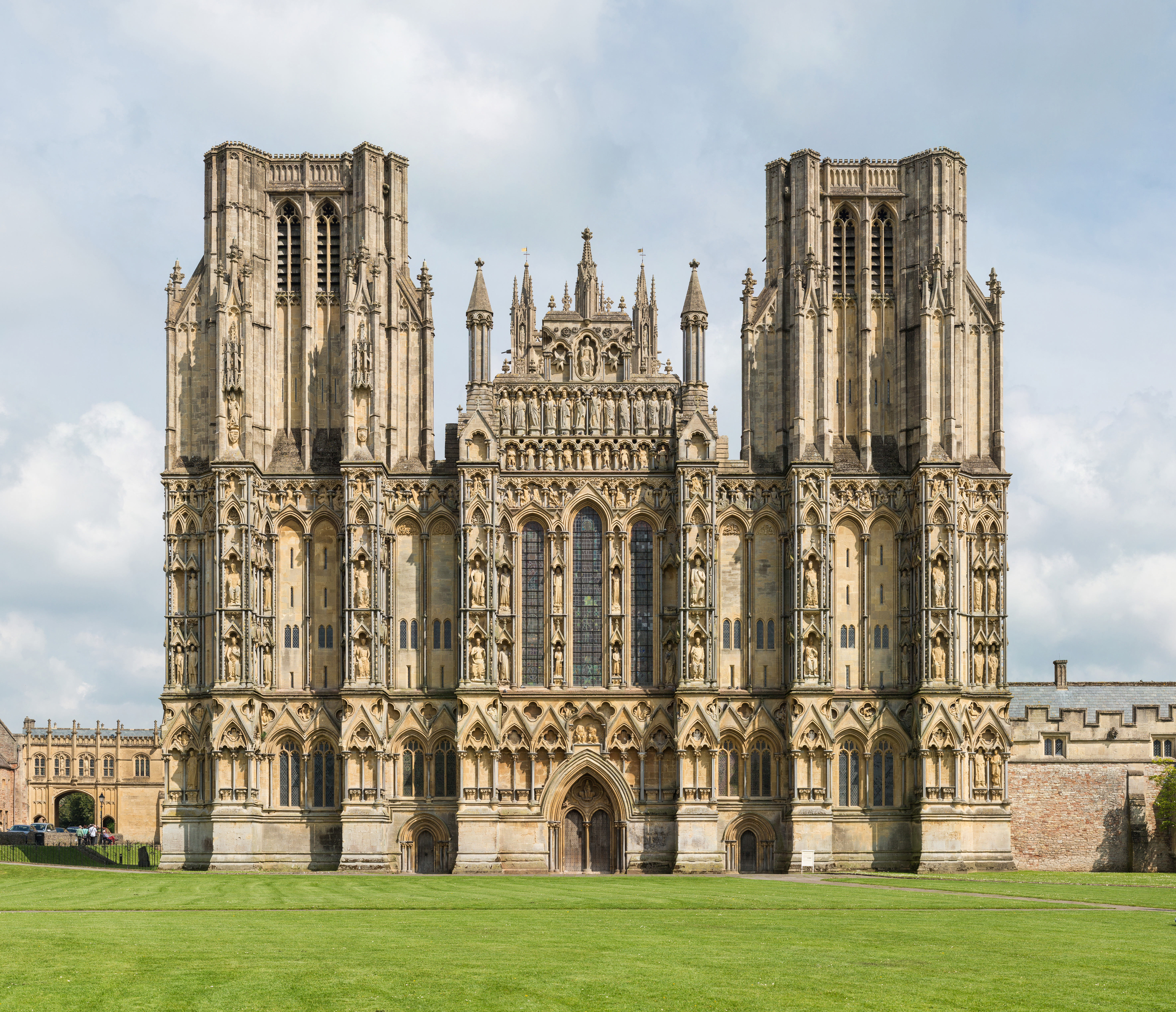
Die Kathedrale von Wells in der Grafschaft Somerset im Südwesten Englands

Im Herbst 2017 fanden die Dreharbeiten an und in der Kathedrale von Wells statt. Die Genehmigung hierfür war von den Verantwortlichen erteilt worden, nachdem die Macher des Films diese davon überzeugt hatten, dass Hellboy kein schlechter Kerl ist. Weitere Aufnahmen entstanden in den Nu Boyana Film Studios in Sofia. Die Dreharbeiten wurden am 27. Dezember 2017 beendet.
Die Filmmusik wurde von Benjamin Wallfisch komponiert. Der Soundtrack, der insgesamt 12 Musikstücke umfasst, darunter Rock You Like a Hurricane in einer spanischen Version von Unprotected Innocence, wurde am 5. April 2019 von Sony Classical veröffentlicht.
Auf der New York Comic Con im Oktober 2018 wurden den anwesenden Fans und Zuschauern erstmals Ausschnitte aus dem Film gezeigt. Der Kinostart für die US-amerikanischen Kinos war zunächst für den 11. Januar 2019 geplant, wurde dann aber auf den 11. April 2019 verschoben. Am gleichen Tag kam er in die deutschen Kinos. Die Premiere erfolgte am 9. April 2019 in New York.

## Rezeption

### Altersfreigabe
In den USA erhielt der Film von der MPAA das Rating R, was einer Freigabe ab 17 Jahren entspricht. In Deutschland ist der Film FSK 16. In der Freigabebegründung heißt es: „Die Geschichte […] weist zahlreiche Fantasy- und Horrorelemente sowie ausgedehnte, teils drastisch inszenierte Action- und Kampfszenen auf. Die düstere Atmosphäre kann im Zusammenspiel mit der Grausamkeit und Hektik mancher Passagen Kinder unter 16 Jahren emotional überfordern.“

### Kritiken
Der Film stieß bislang überwiegend auf negative Kritiken. Die taz nannte den Film gescheitert: Er kombiniere „verquastes Gerede über die Hintergründe der Handlung und seelenlose Actionszenen ohne Struktur“. Negativ waren auch die Einspielergebnisse des Films. Hellboy – Call of Darkness spielte in der ersten Kinowoche nur 12 Millionen US-Dollar in den USA ein. In Deutschland sahen den Film am ersten Wochenende nur 54.000 Menschen, was einem Umsatz von 500.000 Euro entspricht. Die gesamten weltweiten Einnahmen des Films belaufen sich auf knapp über 55 Millionen US-Dollar. Insgesamt verzeichnete der Film in Deutschland bisher 107.147 Besucher.

### Auszeichnungen
Goldene Himbeere 2020
- Nominierung als Schlechteste Neuverfilmung oder Fortsetzung
- Nominierung als Schlechtester Schauspieler (David Harbour)
- Nominierung für die Schlechteste Regie (Neil Marshall)
- Nominierung für das Schlechteste Drehbuch (Andrew Cosby)
- Nominierung in der Kategorie Rücksichtsloseste Missachtung von Menschenleben und öffentlichem Eigentum

## Synchronisation
Die deutsche Synchronfassung wurde hergestellt bei Scalamedia Studios. Dialogregie und -buch führte Marius Clarén.
| Darsteller          | Synchronsprecher       | Rolle                    |
| ------------------- | ---------------------- | ------------------------ |
| David Harbour       | Martin Kautz           | Hellboy                  |
| Emma Tate           | Philine Peters-Arnolds | Baba Yaga                |
| Daniel Dae Kim      | Florian Halm           | Ben Daimio               |
| Rick Warden         | Alexander Doering      | Dr. Edwin Carp           |
| Mario de la Rosa    | Nico Mamone            | Esteban Ruiz / Camazotz  |
| Sophie Okonedo      | Victoria Sturm         | Lady Hatton              |
| Thomas Haden Church | Oliver Stritzel        | Lobster Johnson          |
| Alistair Petrie     | Peter Flechtner        | Lord Adam Glaren         |
| Brian Gleeson       | Michael Deffert        | Merlin                   |
| Milla Jovovich      | Bettina Weiß           | Nimue                    |
| Ian McShane         | Axel Lutter            | Prof. Trevor Bruttenholm |
| (Stephen Graham)    | Joscha Fischer-Antze   | Gruagach                 |